# Virus (album Negatywu)
Virus – czwarty album mysłowickiej grupy Negatyw. 

## Nagrywanie
Po sukcesie płyty Manchester, występach na Festiwalu w Opolu w 2006 roku oraz reprezentowaniu Polski na międzynarodowym festiwalu Moldova International, organizowanym w Kiszyniowie w Mołdawii zespół postanowił sobie urządzić krótką przerwę. W międzyczasie Mietall Waluś wydał płytę solową o tytule Mietall Waluś Magazine, a Darek Kowolik pojechał w trasę koncertową z zespołem T.Love. W grudniu 2009 roku zespół spotkał się w studiu nagraniowym we wsi Łojki pod Częstochową, gdzie zamierzał nagrać nowy album. W założeniu album miał być powrotem do rock and roll'owych korzeni grupy. Płyta miała być też maksymalnie surowa. Taka też jest Nagrywanie trwało tydzień. Proces nagrywania albumu został uwieczniony kamerą. Film ten został dołączony do wydanej później płyty. Według basisty zespołu - Krystiana "Carlosa" Różyckiego nagranych zostało około 15 utworów. Z płyty zostały wydane 2 single - "Gra", do której zrealizowano teledysk oraz "Ty i Ja". Powstał również klip do "Zazdrość, zawiść, gniew".

## Lista utworów
1. Grzech - 03:25
2. Ty i Ja - 03:10
3. Zazdrość, zawiść, gniew - 04:19
4. Gra - 04:06
5. Virus - 04:32
6. Wszystko takie proste - 04:31
7. Odważni - 04:28
8. Inny smak - 03:45
9. Każdy ma słabsze dni - 05:11
10. Srebrny dym - 07:40

## Skład
- Mietall Waluś - wokal, gitara elektryczna
- Darek Kowolik – gitara elektryczna, chórki
- Adrian "Afgan" Gąsior – gitara elektryczna
- Krystian "Carlos" Różycki - gitara basowa
- Łukasz Zając - perkusja
- Muzyka - Darek Kowolik (8,10), Mietall Waluś (1,2,3,4,5,6,7,8,9)
- Słowa - Mietall Waluś
- Producent – Darek Kowolik
- nagrywanie, miksowanie - Adam Celiński, Leszek Mitman
- mastering - Leszek Kamiński